# Verger spinosus
Verger spinosus är en nattsländeart som först beskrevs av Georg Ulmer 1904.  Verger spinosus ingår i släktet Verger och familjen husmasknattsländor. Inga underarter finns listade i Catalogue of Life.